# Securigera orientalis
Securigera orientalis är en ärtväxtart som först beskrevs av Philip Miller, och fick sitt nu gällande namn av Per Lassen. Securigera orientalis ingår i släktet rosenkroniller, och familjen ärtväxter. Inga underarter finns listade i Catalogue of Life.